# The Duke of Burgundy
The Duke of Burgundy (no Brasil, O Duque de Burgundy) é um filme de drama britânico de 2014 dirigido e escrito por Peter Strickland. Estrelado por Sidse Babett Knudsen e  Chiara D'Anna, estreou no Festival Internacional de Cinema de Toronto em 6 de setembro de 2014.

## Elenco
- Sidse Babett Knudsen - Cynthia
- Chiara D'Anna - Evelyn
- Monica Swinn - Lorna
- Eugenia Caruso - Dr. Fraxini
- Fatma Mohamed
- Kata Bartsch - Dr. Lurida
- Eszter Tompa - Dr. Viridana
- Zita Kraszkó - Dr. Schuller